# Adrian Breitlauch
Adrian Breitlauch (Brema, 14 settembre 1993) è un cestista tedesco.